# Gabriella Souza
Gabriella Guimarães de Souza est une joueuse brésilienne de volley-ball née le 14 décembre 1993 à Niterói. Elle mesure 1,75 m et joue au poste de libero. 

## Clubs
| Club                       | De        | À         |
| -------------------------- | --------- | --------- |
| Niterói Vôlei Clube        | 2004-2005 | 2006-2007 |
| Fluminense Football Club   | 2007-2008 | 2008-2009 |
| Macaé Sports               | 2009-2010 | 2010-2011 |
| Sesi-SP                    | 2011-2012 | 2011-2012 |
| Osasco Voleibol Clube      | 2012-2013 | 2016-207  |
| Rio de Janeiro Volêi Clube | 2017-2018 | …         |

## Palmarès

### Équipe nationale
- Grand Prix Mondial
  - Vainqueur : 2017.
- World Grand Champions Cup
  - Finaliste : 2017.
- Championnat d'Amérique du Sud
  - Vainqueur : 2017.
- Championnat du monde des moins de 23 ans
  - Vainqueur : 2015.
- Championnat du monde des moins de 20 ans
  - Finaliste : 2011.
- Championnat du monde des moins de 18 ans
  - Vainqueur : 2009.
- Championnat d'Amérique du Sud  des moins de 22 ans
  - Vainqueur : 2014.
- Championnat d'Amérique du Sud  des moins de 20 ans
  - Vainqueur : 2010.

### Clubs
- Championnat du monde des clubs
  - Vainqueur : 2012.
  - Finaliste : 2014.
- Championnat sud-américain des clubs
  - Vainqueur : 2012.
  - Finaliste : 2014, 2015, 2018.
- Championnat du Brésil
  - Finaliste : 2013, 2015, 2017, 2018.
- Coupe du Brésil
  - Vainqueur : 2014, 2020.
- Supercoupe du Brésil
  - Vainqueur : 2017.

### Distinctions individuelles
- Championnat d'Amérique du Sud féminin de volley-ball des moins de 20 ans 2010: MVP.
- Championnat d'Amérique du Sud féminin de volley-ball des moins de 22 ans 2014: Meilleures réceptionneuses-attaquantes[1].